# Instituto Roslin
El Instituto Roslin  es un instituto gubernamental de investigación de ciencia animal, situado cerca de  Edimburgo, Escocia, Reino Unido. Está financiado por el Consejo de Investigación en Ciencia Biológica y Biotecnología del Reino Unido (Biotechnology and Biological Sciences Research Council) (BBSRC).
En 1997 el  Ian Wilmut y sus colegas crearon la oveja Dolly, el primer mamífero clonado a partir de una célula adulta.
Un año más tarde, fue el turno de Polly y Molly, las dos primeras ovejas transgénicas que portaban en su genoma un gen humano.
En 2007, un equipo de Roslin creó gallinas genéticamente modificadas capaces de poner huevos que contienen una proteína necesaria en la fabricación de medicamentos para la lucha contra el cáncer.
La oveja Dolly vivió 6 años y medio.